# Toni L. P. Kelner
Toni L. P. Kelner (Pensacola, 1961) è una scrittrice statunitense specializzata in narrativa gialla e fantasy.

## Biografia
Nata nel 1961 a Pensacola, in Florida, vive e lavora a Malden, nel Massachusetts.
È autrice di numerosi romanzi e racconti appartenenti al genere giallo e fantasy tra i quali si ricordano le 9 avventure della serie avente per protagonista la detective privata Laura Fleming e i 3 casi della serie Where Are They Now? condotti dalla giornalista Tilda Harper.
Dopo varie nomination ai premi Anthony e Macavity, nel 2007 ha vinto il Premio Agatha per il miglior racconto breve con Sleeping with the Plush.

## Opere principali

### Serie Laura Fleming
- Down Home Murder (1993)
- Dead Ringer (1994)
- Trouble Looking for a Place to Happen (1995)
- Country Comes to Town (1996)
- Tight as a Tick (1997)
- Death of a Damn Yankee (1999)
- Mad as the Dickens (2001)
- Wed and Buried (2003)
- Crooked as a Dog's Hind Leg (2015)

### Serie Where Are They Now?
- Cugini maledetti (Without Mercy, 2008), Milano, Delos Books, 2009 traduzione di Roberto Chiavini ISBN 978-88-95724-67-6.
- Who Killed the Pinup Queen? (2010)
- Blast from the Past (2011)

### Serie Family Skeleton Mysteries (firmata Leigh Perry)
- A Skeleton in the Family (2013)
- The Skeleton Takes a Bow (2014)
- The Skeleton Haunts a House (2015)
- The Skeleton Haunts a House (2015)
- The Skeleton Paints a Picture (2017)
- The Skeleton Makes a Friend (2018)
- The Skeleton Stuffs a Stocking (2019)

### Racconti (in collaborazione con Charlaine Harris)
- Many Bloody Returns (2007)
- Wolfsbane and Mistletoe (2008)
- Death's Excellent Vacation (2010)
- Home Improvement (2011)
- An Apple for the Creature (2012)
- Games Creatures Play (2014)
- Dead But Not Forgotten (2014)

## Premi e riconoscimenti
- Premio Agatha per il miglior racconto breve: 2007 per Sleeping with the Plush